# Louis Mony
Pour les articles homonymes, voir Mony.
Louis Mony est un homme politique français né le 19 mars 1849 à Saint-Parres-lès-Vaudes (Aube) et mort le 29 mai 1928 à Troyes.

## Biographie
Architecte, il est élu conseiller municipal de Troyes en 1881. Il est adjoint au maire en 1885 et maire de 1886 à 1890, de 1896 à 1900 et de 1904 à 1908. Il est conseiller général de 1895 à 1925 et président du conseil général de 1914 à 1925. Il est sénateur de l'Aube en 1920, inscrit au groupe de la Gauche démocratique. Il démissionne en 1926 pour raisons de santé.

## Distinctions
- Chevalier de la Légion d'honneur (décret du 1er août 1901)[1].

## Sources
- « Louis Mony », dans le Dictionnaire des parlementaires français (1889-1940), sous la direction de Jean Jolly, PUF, 1960 [détail de l’édition]